# Munchkin (spel)

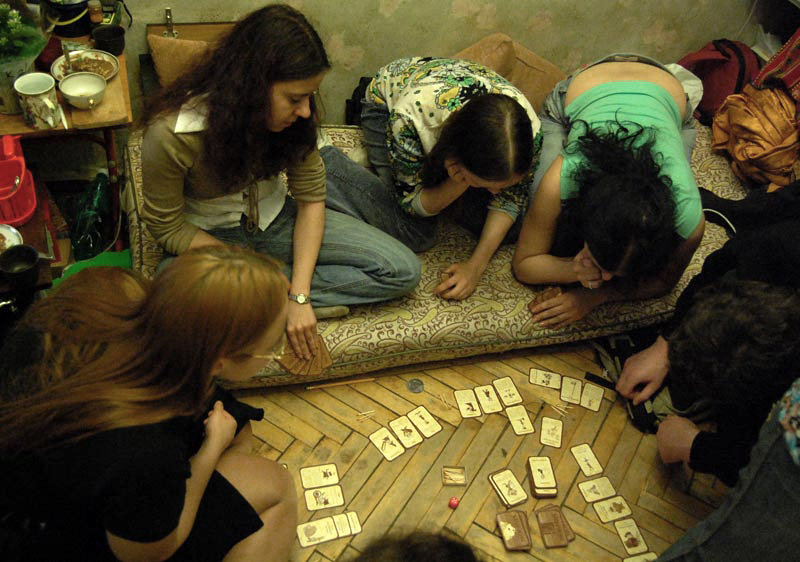
Jeugdige Munchkin kaartspelers

Munchkin is een kaart- en rollenspel bedacht door Steve Jackson. Het spel is een parodie op andere rollenspellen. Door de populariteit van het spel zijn er inmiddels meerdere uitbreidingssets verkrijgbaar.

## Doel van het spel
Het doel van het spel is, door middel van het vechten tegen monsters, het verzamelen van schatten en het verraden en bedriegen van de medespelers, level 10 te verkrijgen.

## Spelverloop
Iedere speler begint het spel als level 1 mens zonder klasse en krijgt 8 kaarten (4 schatkaarten en  4 deurkaarten). Elk beurt opent een speler een deur (door een gesloten deurkaart open te spelen), achter deze deur kan een monster schuil gaan. Met het bevechten van monsters zijn schatkaarten en levels te verdienen. Schatkaarten kunnen een speler voorzien van een stijl, klasse of van voorwerpen die kunnen helpen in een gevecht.

## Uitbreidingssets en spin-offs

### Nederlandse versies
- Munchkin (basisspel)

Uitbreidingen:
- Munchkin 2: De Zwakken Geslacht
- Munchkin 3: De Onfortuynlijke Theoloog
- Munchkin 4: Blij dat ik rij

Losstaande series:
- Munchkin Koethulhu (bevat Munchkin Cthulhu 1, 2 en 3)
- Munchkin Zuigt! (bevat Munchkin Bites! 1 en 2)

### Engelse versies
- Munchkin (basisspel)

Uitbreidingen:
- Munchkin 2: Unnatural Axe
- Munchkin 3: Clerical Errors
- Munchkin 3.5: Clerical Errata
- Munchkin 4: The Need for Steed
- Munchkin 5: De-Ranged
- Munchkin 6: Demented Dungeons
- Munchkin 7: More Good Cards (out of print, vervangen door Cheat With Both Hands)
- Munchkin 7: Cheat With Both Hands
- Munchkin 8: Half Horse, Will Travel
- Munchkin 9: Jurassic Snark

Losstaande series:
- Munchkin: Rigged Demo
- Munchkin Bites!
- Munchkin Bites! 2 Pants Macabre
- Munchkin Fu
- Munchkin Fu 2: Monky Business
- Star Munchkin
- Star Munchkin 2: Clown Wars
- Super Munchkin
- Super Munchkin 2: The Narrow S Cape
- Munchkin Impossible
- Munchkin Cthulhu
- Munchkin Cthulhu Cursed Demo
- Munchkin Cthulhu 2: Call of Cowthulhu
- Munchkin Cthulhu 3: The Unspeakable Vault
- Munchkin Cthulhu 4: Crazed Caverns
- The Good, The Bad, And The Munchkin
- Munchkin Booty
- Munchkin Booty 2: Jump the Shark
- Munchkin Zombies
- Munchkin Zombies 2: Armed and Dangerous
- Munchkin Zombies 3: Hideous Hideouts
- Munchkin Axe Cop
- Munchkin Conan
- Munchkin Apocalypse
- Munchkin Legends
- Munchkin Pathfinder

Er is ook een gratis pdf beschikbaar op de website van het spel, met extra regels die toelaten te spelen tot level 20 in plaats van level 10. De set regels is bruikbaar voor eender welke versie of combinatie van versies van het spel. Deze manier om het spel te spelen heet Epic Munchkin, ongeacht voor welke versie(s) van het spel het gebruikt wordt.